# Vétheuil
Vétheuil est une commune française située dans le département du Val-d'Oise en région Île-de-France.
Ses habitants sont appelés les Vétheuillais.

## Géographie

### Description
Vétheuil est un village situé dans le Vexin français dans le Val-d'Oise, limitrophe des Yvelines, à environ 60 km au nord-ouest de Paris. Il est desservi par la route des berges de Seine (RD 913 dans le Val-d'Oise, RD 147 dans les Yvelines).
Situé dans un méandre de la Seine, le village est renommé pour avoir été le cadre du séjour de Claude Monet, peintre impressionniste qui y peignit environ 150 de ses œuvres. Les artistes peintres Jean-Paul Riopelle, québécois, et Joan Mitchell, américaine, ont vécu et travaillé dans une maison proche de celle de Monet.
La commune fait partie du parc naturel régional du Vexin français et est traversée par le Sentier de grande randonnée 2.

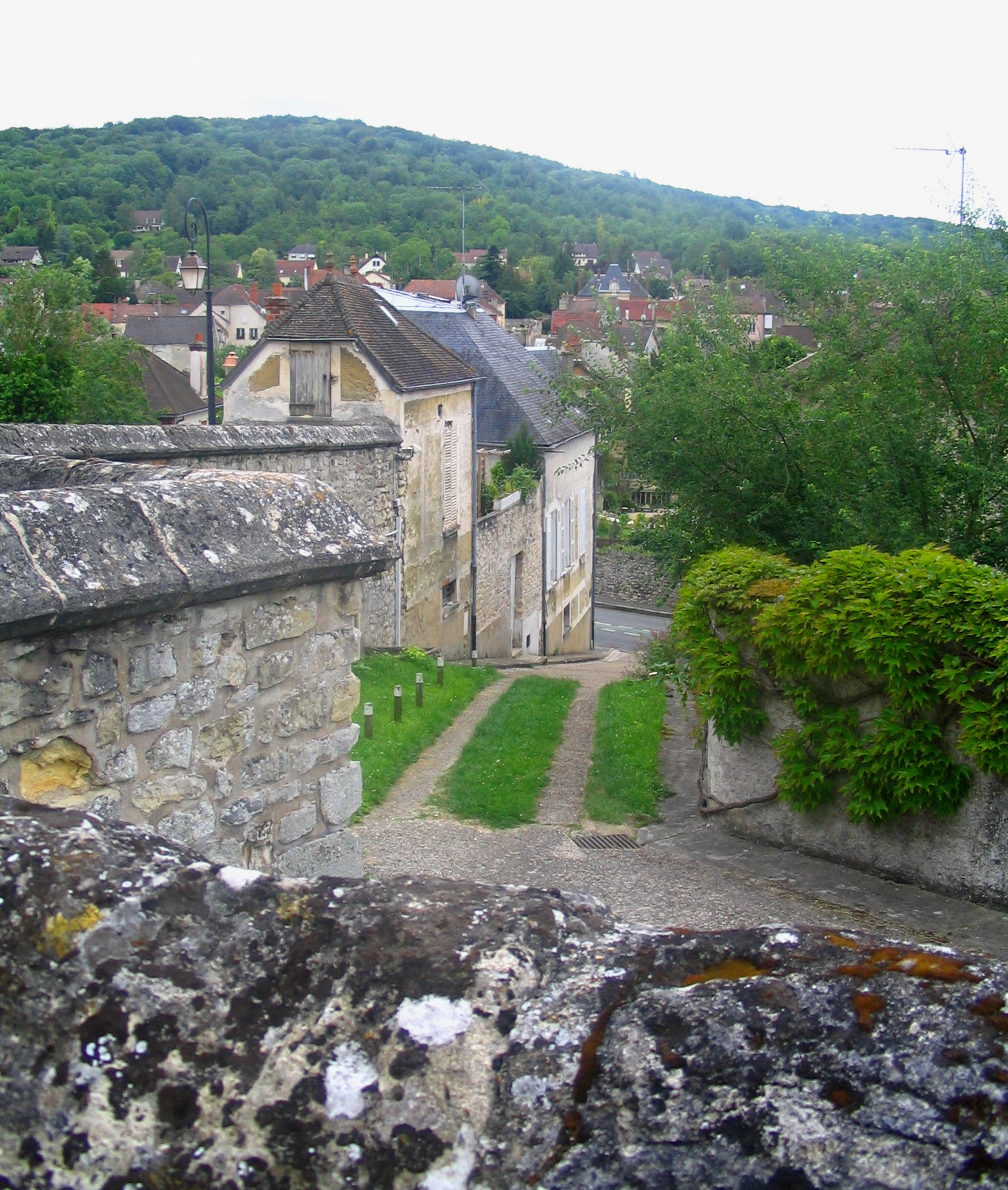
Ambiance du village.

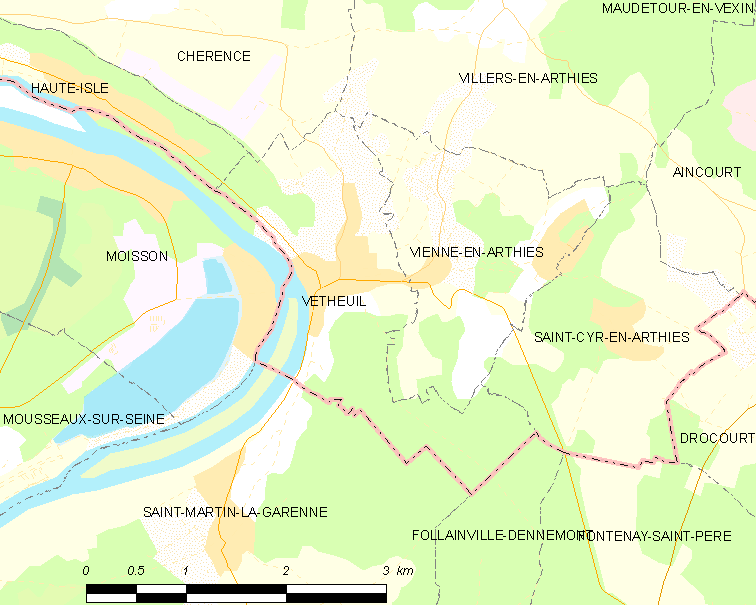
Carte de la commune.
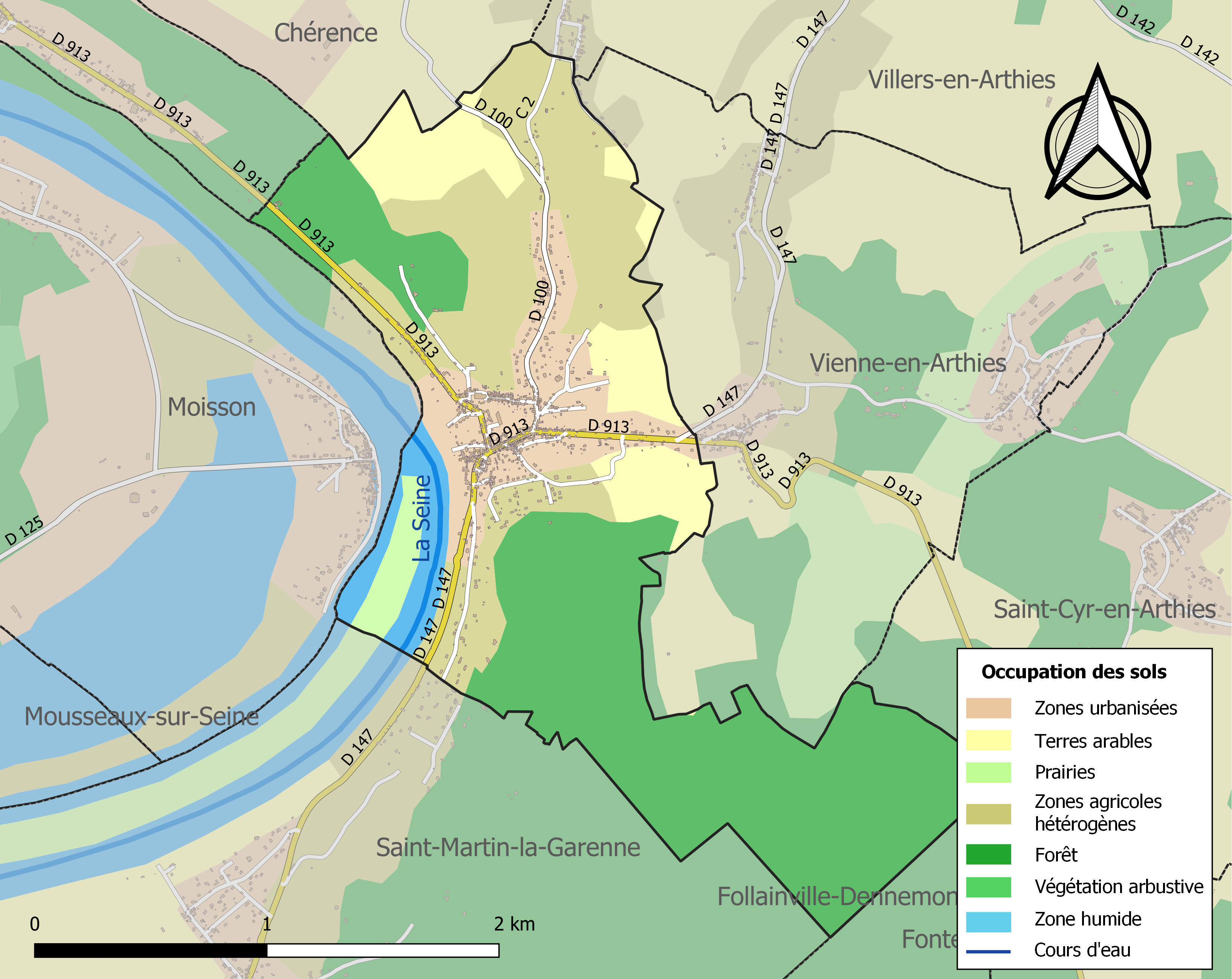
Occupation des sols.

### Communes limitrophes
| Haute-Isle         | Chérence                           | Villers-en-Arthies                     |
| Moisson (Yvelines) | Vétheuil                           | Vienne-en-Arthies Saint-Cyr-en-Arthies |
|                    | Saint-Martin-la-Garenne (Yvelines) | Follainville-Dennemont (Yvelines)      |

### Hydrographie

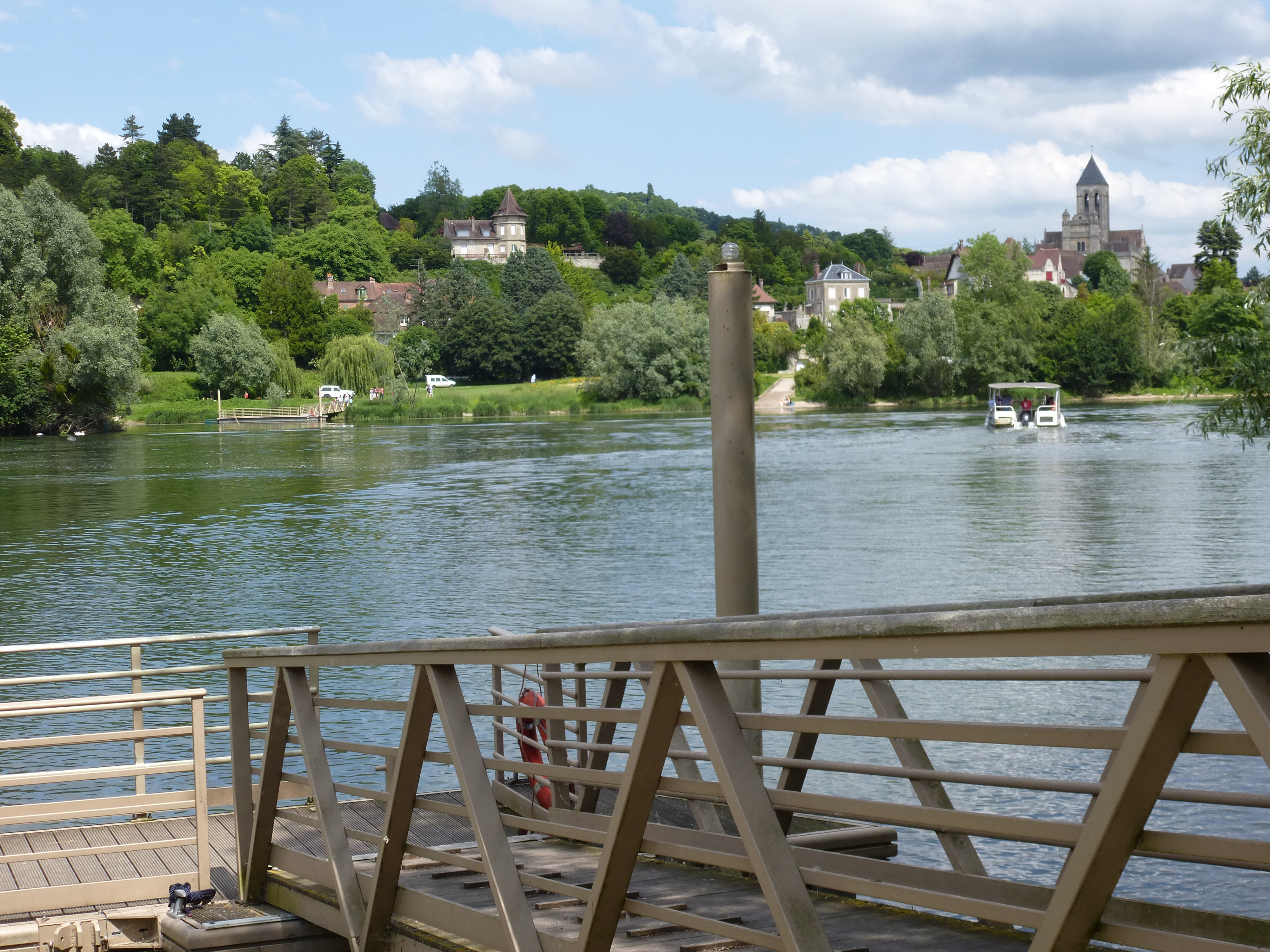
La Seine et l'embarcadaire du bac reliant la commune à Lavacourt.

La commune est drainée par Ru de Vienne, ru de Chaudry, ru de la Goulée qui y confluent dans la Seine.
La Seine constitue la limite ouest de la commune. Un bac permet à nouveau depuis 2009 de la franchir d'avril à l'automne les vendredis matin, samedi et dimanche.

### Climat
Pour des articles plus généraux, voir Climat de l'Île-de-France et Climat du Val-d'Oise.
En 2010, le climat de la commune est de type climat océanique dégradé des plaines du Centre et du Nord, selon une étude du CNRS s'appuyant sur une série de données couvrant la période 1971-2000. En 2020, Météo-France publie une typologie des climats de la France métropolitaine dans laquelle la commune est exposée à un climat océanique et est dans la région climatique Sud-ouest du bassin Parisien, caractérisée par une faible pluviométrie, notamment au printemps (120 à 150 mm) et un hiver froid (3,5 °C).
Pour la période 1971-2000, la température annuelle moyenne est de 10,9 °C, avec une amplitude thermique annuelle de 14,4 °C. Le cumul annuel moyen de précipitations est de 687 mm, avec 10,2 jours de précipitations en janvier et 8,1 jours en juillet. Pour la période 1991-2020, la température moyenne annuelle observée sur la station météorologique la plus proche, située sur la commune de Magnanville à 11 km à vol d'oiseau, est de 11,6 °C et le cumul annuel moyen de précipitations est de 641,5 mm,. Pour l'avenir, les paramètres climatiques de la commune estimés pour 2050 selon différents scénarios d'émission de gaz à effet de serre sont consultables sur un site dédié publié par Météo-France en novembre 2022.

## Urbanisme
Les maisons du village s'étagent au flanc du coteau dominant la Seine.

### Typologie
Au 1er janvier 2024, Vétheuil est catégorisée bourg rural, selon la nouvelle grille communale de densité à sept niveaux définie par l'Insee en 2022.
Elle est située hors unité urbaine. Par ailleurs la commune fait partie de l'aire d'attraction de Paris, dont elle est une commune de la couronne,. Cette aire regroupe 1 929 communes,.

### Habitat et logement
En 	2018, le nombre total de logements dans la commune était de 534, alors qu'il était de 510 en 2013 et de 496 en 2008.																						
Parmi ces logements, 76,4 % étaient des résidences principales, 	12,2 % des résidences secondaires et 11,4 % des logements vacants. Ces logements étaient pour 82 % d'entre eux des maisons individuelles et pour 18 % des appartements.																						
Le tableau ci-dessous présente la typologie des logements à Vétheuil en 2018 en comparaison avec celle du Val-d'Oise et de la France entière. Une caractéristique marquante du parc de logements est ainsi	une proportion de résidences secondaires et logements occasionnels (12,2 %) supérieure à celle du département (1,3 %) et à celle de la France entière (9,7 %). Concernant le statut d'occupation de ces logements, 72,7 % des habitants de la commune sont propriétaires de leur logement (74,5 % en 2013), contre 56	% pour le Val-d'Oise et 57,5 % pour la France entière.
| Typologie                                               | Vétheuil | Val-d'Oise | France entière |
| ------------------------------------------------------- | -------- | ---------- | -------------- |
| Résidences principales (en %)                           | 76,4     | 92,8       | 82,1           |
| Résidences secondaires et logements occasionnels (en %) | 12,2     | 1,3        | 9,7            |
| Logements vacants (en %)                                | 11,4     | 5,9        | 8,2            |

## Toponymie
Le nom de la localité est attesté sous les formes Vetolio en 1193, Vetolium, l'endroit est mentionné sous ce vocable dans un texte de 1239.
On présume que le toponyme vient d'une forme Widil(o) ialo désignant le champ de Widilo. Vetolio en 1193, du nom germanique Widilo et du gaulois ialo (clairière), la « clairière de Widilo ».

## Histoire
Le village est occupé par des Vikings préparant l'invasion de Paris[Laquelle ?] au IXe siècle.
Le lieu est consacré seigneurie des La Roche-Guyon par le traité de Saint-Clair-sur-Epte en 911[Information douteuse].
Vétheuil était au Moyen Âge un bourg important qui possédait à l'extérieur de ses remparts deux établissements hospitaliers - la maladrerie Saint-Étienne, instituée en 1228 et l'hôpital Mathurins, créé en 1217 et détruit au XVIIIe siècle.
Dès le début de la guerre de Cent Ans, le village est conquis par les Anglais.[Information douteuse]
Après la reprise du château par Bertrand du Guesclin en 1364, le village dépend à nouveau de la couronne de France et cela, jusqu'au début du règne de Charles VII en 1422. Il tombe ensuite aux mains des Anglais et restera occupé pendant une vingtaine d'années.
En 1635, le village est atteint par la peste, qui fait de nombreuses victimes.
Durant le Directoire, un arrêté du 6 nivôse an VII indique : « Ouï le rapport du ministre de la police générale et vu les renseignements produits sur le compte des nommés Hodanger, curé de Rolleboise, Benjamin Fouet vicaire de Freneuse, Roi ex-curé d'Amenucourt et Dégouville ex-curé de Vétheuil. Considérant que la présence de ces ecclésiastiques est un sujet de troubles dans le canton de La Roche-Guyon, qu'ils fanatisent les habitants de leur résidence, que par leurs manœuvres et leurs discours séditieux, ils portent le peuple à s'éloigner des institutions républicaines et qu'ils prêtent leur appui aux royalistes et aux anarchistes qui s'agitent dans le canton de La Roche-Guyon, il est ordonné qu'ils seront déportés. »
- Hodanger, le curé de Rolleboise, sera déporté le 6 nivôse an VII pour « vouer aux enfers un prêtre célébrant le culte le décadi et s'agitant pour les prochaines élections »[14].
- Benjamin Fouet, le vicaire de Freneuse, sera déporté le 6 nivôse an VII pour « vouer aux enfers un prêtre célébrant le culte le décadi et s'agitant pour diriger les prochaines élections »[14].
- Roi, le curé d'Amenucourt, sera déporté le 6 nivôse an VII pour « vouer aux enfers un prêtre célébrant le culte le décadi et s'agitant pour diriger les prochaines élections »[14].
- Degouville, le curé de Vétheuil, sera déporté le 6 nivôse an VII pour « vouer aux enfers un prêtre célébrant le culte  le décadi et s'agitant pour les prochaines élections »[14].

Le séjour de Claude Monet au XIXe siècle a progressivement donné au village un renom touristique. Vétheuil (orthographié Véteuil) a également servi de cadre au roman Madeleine Férat écrit par Zola en 1868.
Fin 2007, un accord conclu avec l'antiquaire anversois qui le détenait permet la restitution à l'église de Vétheuil d'un panneau du retable de la Passion en bois polychrome volé en 1973 et représentant le « baiser de Judas ».

## Politique et administration

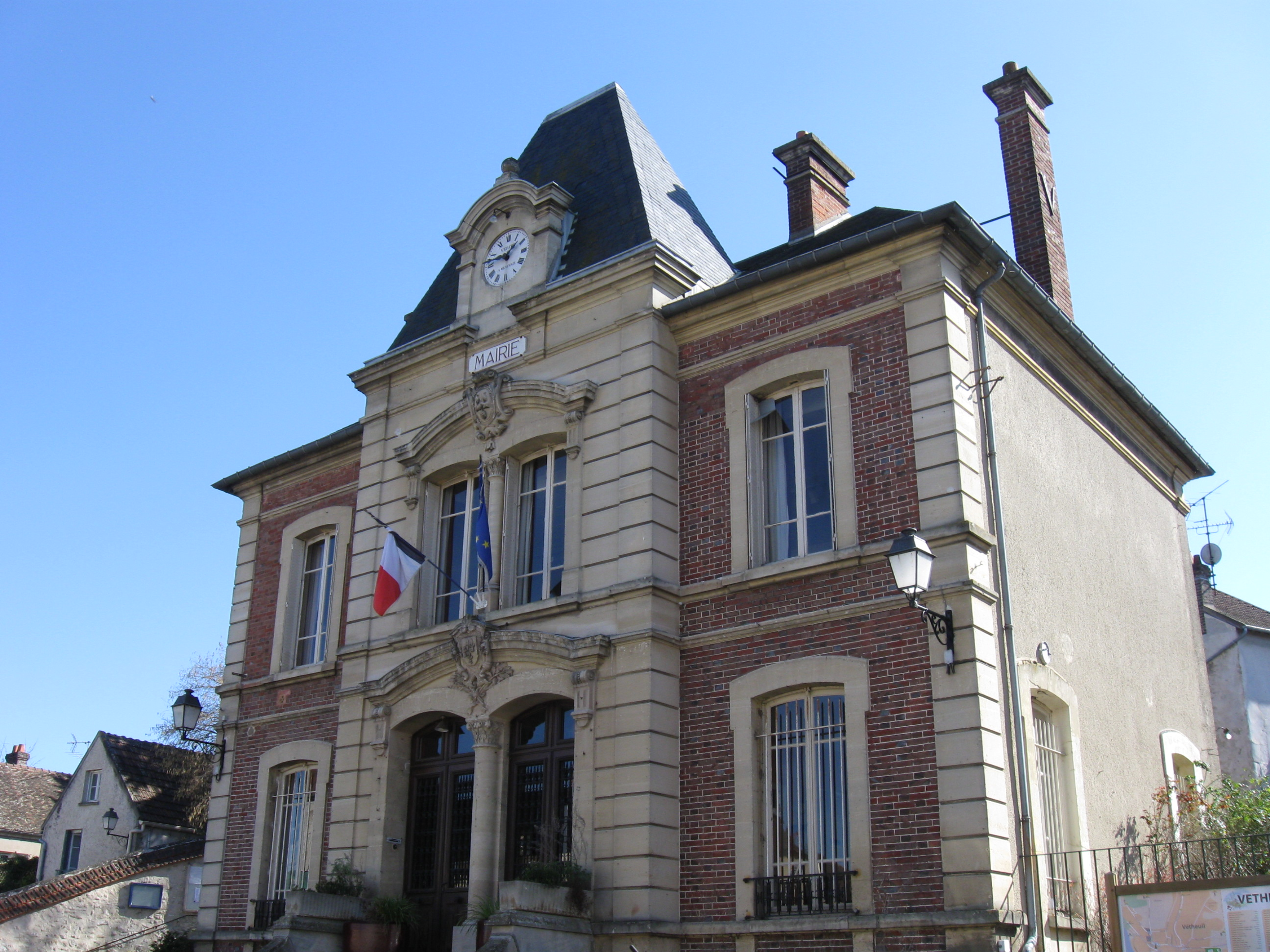
La mairie.

### Rattachements administratifs et électoraux

#### Rattachements administratifs
Antérieurement à la loi du 10 juillet 1964, la commune faisait partie du département de Seine-et-Oise. La réorganisation de la région parisienne en 1964 fit que la commune appartient désormais au département du Val-d'Oise et à son arrondissement de Pontoise après un transfert administratif effectif au 1er janvier 1968.
Elle faisait partie depuis  1801 du canton de Magny-en-Vexin de Seine-et-Oise puis du Val-d'Oise. Dans le cadre du redécoupage cantonal de 2014 en France, cette circonscription administrative territoriale a disparu, et le canton devient une circonscription électorale.

#### Rattachements électoraux
Pour les élections départementales, la commune est membre depuis 2014 du canton de Vauréal.
Pour l'élection des députés, elle fait partie de la première circonscription du Val-d'Oise.

### Intercommunalité
Vétheuil est membre fondateur de la communauté de communes Vexin - Val de Seine, un établissement public de coopération intercommunale (EPCI) à fiscalité propre créé en 2005 et auquel la commune a transféré un certain nombre de ses compétences, dans les conditions déterminées par le code général des collectivités territoriales.

### Liste des maires
| Période                                  | Période  | Identité                      | Étiquette | Qualité                                          |
| ---------------------------------------- | -------- | ----------------------------- | --------- | ------------------------------------------------ |
| Les données manquantes sont à compléter. |          |                               |           |                                                  |
| juin 1995                                | En cours | Mme Dominique Herpin-Poulenat |           | Cadre retraitée Réélue pour le mandat 2020-2026, |

## Population et société

### Démographie
L'évolution du nombre d'habitants est connue à travers les recensements de la population effectués dans la commune depuis 1793. Pour les communes de moins de 10 000 habitants, une enquête de recensement portant sur toute la population est réalisée tous les cinq ans, les populations de référence des années intermédiaires étant quant à elles estimées par interpolation ou extrapolation. Pour la commune, le premier recensement exhaustif entrant dans le cadre du nouveau dispositif a été réalisé en 2004.

En 2022, la commune comptait 867 habitants, en évolution de +2,85 % par rapport à 2016 (Val-d'Oise : +4 %, France hors Mayotte : +2,11 %).
| 1793 | 1800 | 1806 | 1821 | 1831 | 1836 | 1841 | 1846 | 1851 |
| ---- | ---- | ---- | ---- | ---- | ---- | ---- | ---- | ---- |
| 721  | 714  | 722  | 662  | 723  | 725  | 702  | 712  | 692  |

| 1856 | 1861 | 1866 | 1872 | 1876 | 1881 | 1886 | 1891 | 1896 |
| ---- | ---- | ---- | ---- | ---- | ---- | ---- | ---- | ---- |
| 675  | 663  | 622  | 587  | 567  | 647  | 640  | 622  | 631  |

| 1901 | 1906 | 1911 | 1921 | 1926 | 1931 | 1936 | 1946 | 1954 |
| ---- | ---- | ---- | ---- | ---- | ---- | ---- | ---- | ---- |
| 566  | 569  | 532  | 458  | 464  | 411  | 452  | 531  | 464  |

| 1962 | 1968 | 1975 | 1982 | 1990 | 1999 | 2004 | 2006 | 2009 |
| ---- | ---- | ---- | ---- | ---- | ---- | ---- | ---- | ---- |
| 518  | 527  | 687  | 689  | 732  | 858  | 839  | 862  | 886  |

| 2014 | 2019 | 2022 | - | - | - | - | - | - |
| ---- | ---- | ---- | - | - | - | - | - | - |
| 849  | 884  | 867  | - | - | - | - | - | - |

### Équipements et services publics

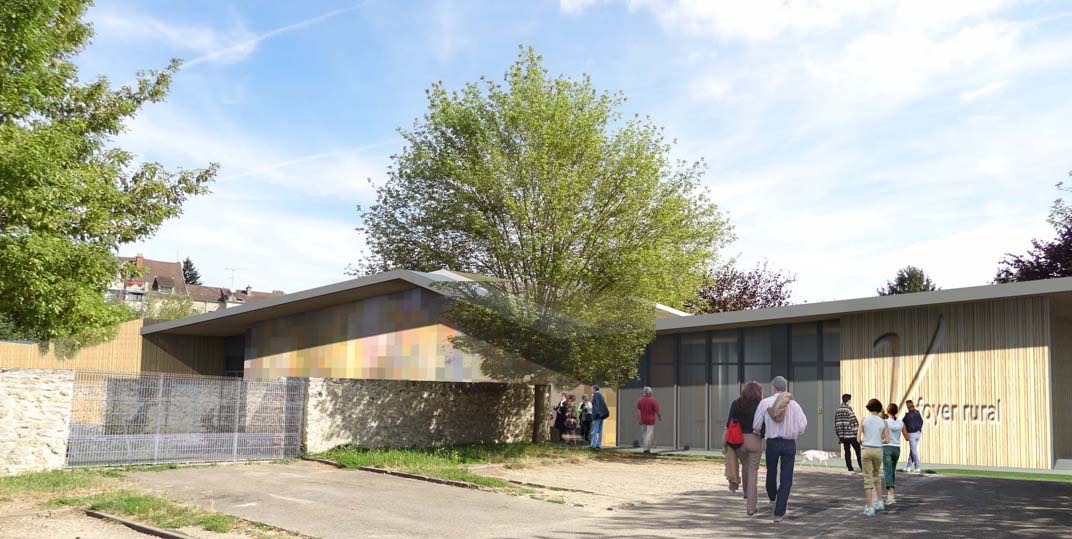
Le foyer rural.

La commune dispose de la  MARPA Vexin Val de Seine créée en 2016  par l'intercommunalité et destinée à l'accueil des personnes âgées autonomes,.

## Culture locale et patrimoine

### Lieux et monuments

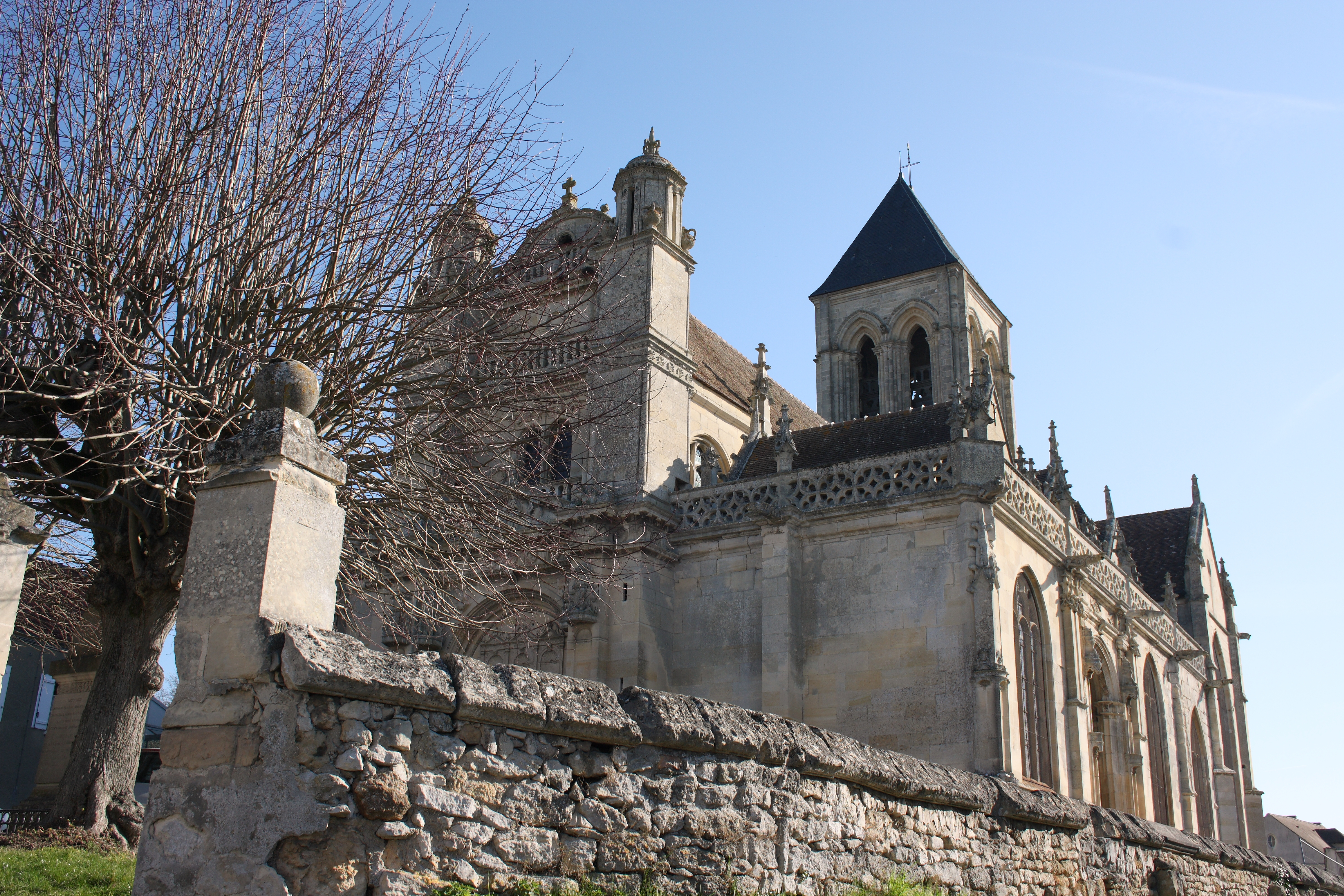
L'église Notre-Dame.

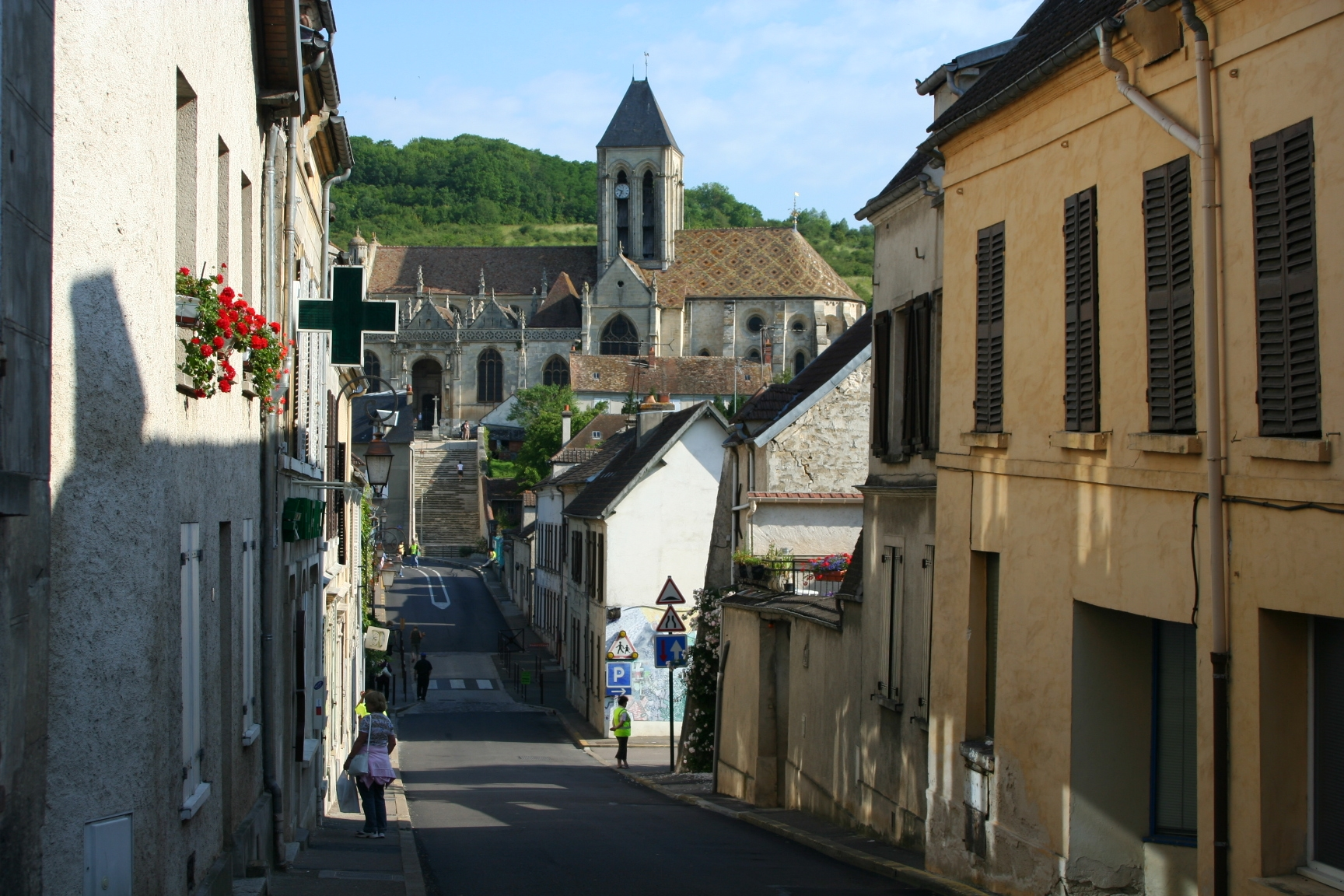
L'église et le village.

Vétheuil compte trois monuments historiques sur son territoire.
- Église Notre-Dame (classée monument historique par liste de 1840[27]) : 
Par son ampleur, son plan à double collatéral et son mobilier particulièrement riche et varié, elle se démarque des églises villageoises du Vexin français, car Vétheuil est au Moyen Âge un bourg d'une certaine importance. 
Par son architecture, et notamment son abside de style gothique primitif et ses deux portails de la Renaissance, l'église Notre-Dame occupe une place particulière parmi l'architecture religieuse de la région. Sa valeur patrimoniale est reconnue assez tôt. Les origines de la paroisse et de l'église ne sont pas connues, mais on connaît une première mention de la fin du XIe siècle, et des vestiges d'un clocher roman de la première moitié du XIIe siècle subsistent encore à l'intérieur du clocher actuel. 
Vers la fin du XIIe siècle, la construction d'un nouveau chœur est lancée, et celui-ci est terminé au tout début du XIIIe siècle. Le clocher est rebâti dans le style gothique au cours de ce même siècle. Il est impossible de se prononcer sur la nef de cette époque. Les parties occidentales que l'on voit actuellement datent exclusivement de la première moitié du XVIe siècle, et sont de style gothique flamboyant. L'étroitesse du vaisseau est commandée par la distance entre les piles du clocher, et s'explique peut-être aussi par la réutilisation des fondations de l'ancienne nef. L'étroitesse est compensée par l'adjonction de collatéraux larges et élevés, et d'une enfilade de chapelles formant un deuxième collatéral de chaque côté. 
En 1551, le seigneur local fait appel au maître-maçon d'origine italienne Jean Grappin, qui élève un somptueux portail méridional protégé par un porche, puis une façade occidentale flanquée de deux tourelles. Ces œuvres évoquent la Renaissance italienne, et sont d'une qualité exceptionnelle. 
Contrairement à d'autres monuments religieux de la région, l'église Notre-Dame a toujours bénéficié des travaux de restauration et d'entretien nécessaires à sa bonne conservation, et elle se présente dans un bon état. 
Vétheuil n'est plus une paroisse indépendante et n'a plus de prêtre résident, mais des messes dominicales sont toujours célébrées en l'église Notre-Dame environ un dimanche sur deux[28],[29].
- Escalier d'accès à l'église : il comporte 50 marches de 5 m de large et débouche face au portail sud. Inscrit monument historique en 1984[30].
- Calvaire, devant le portail sud de l'église, en haut de l'escalier : haute croix en pierre de taille de 1764, se composant d'un piédestal de deux paliers, d'un socle, d'un fût de section carrée s'amincissant vers son sommet, et d'une croix latine avec une statuette du Christ. L'ensemble dépourvu d'ornementation[27] est classé monument historique en  1921[27].

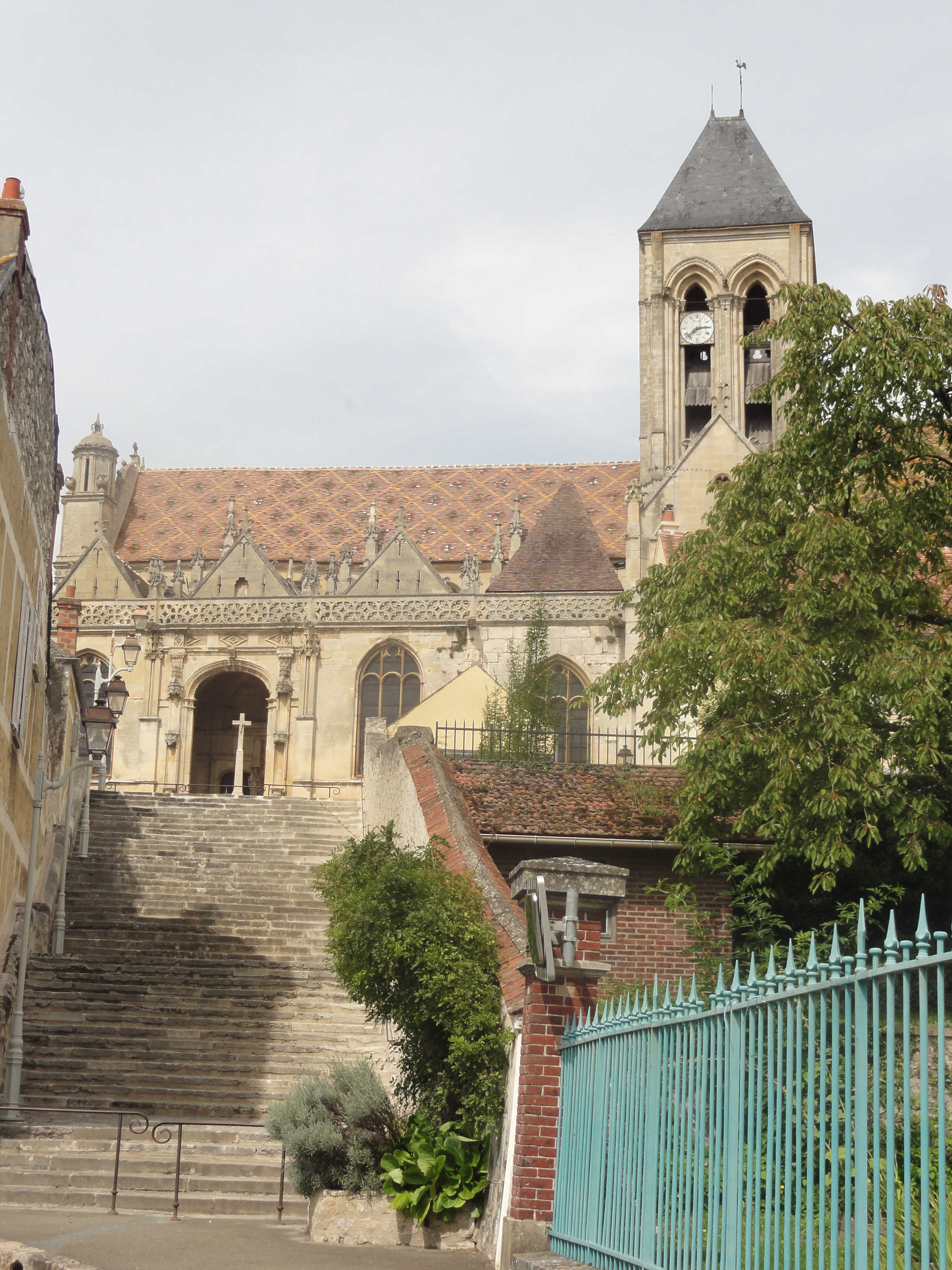
Escalier de l'église.
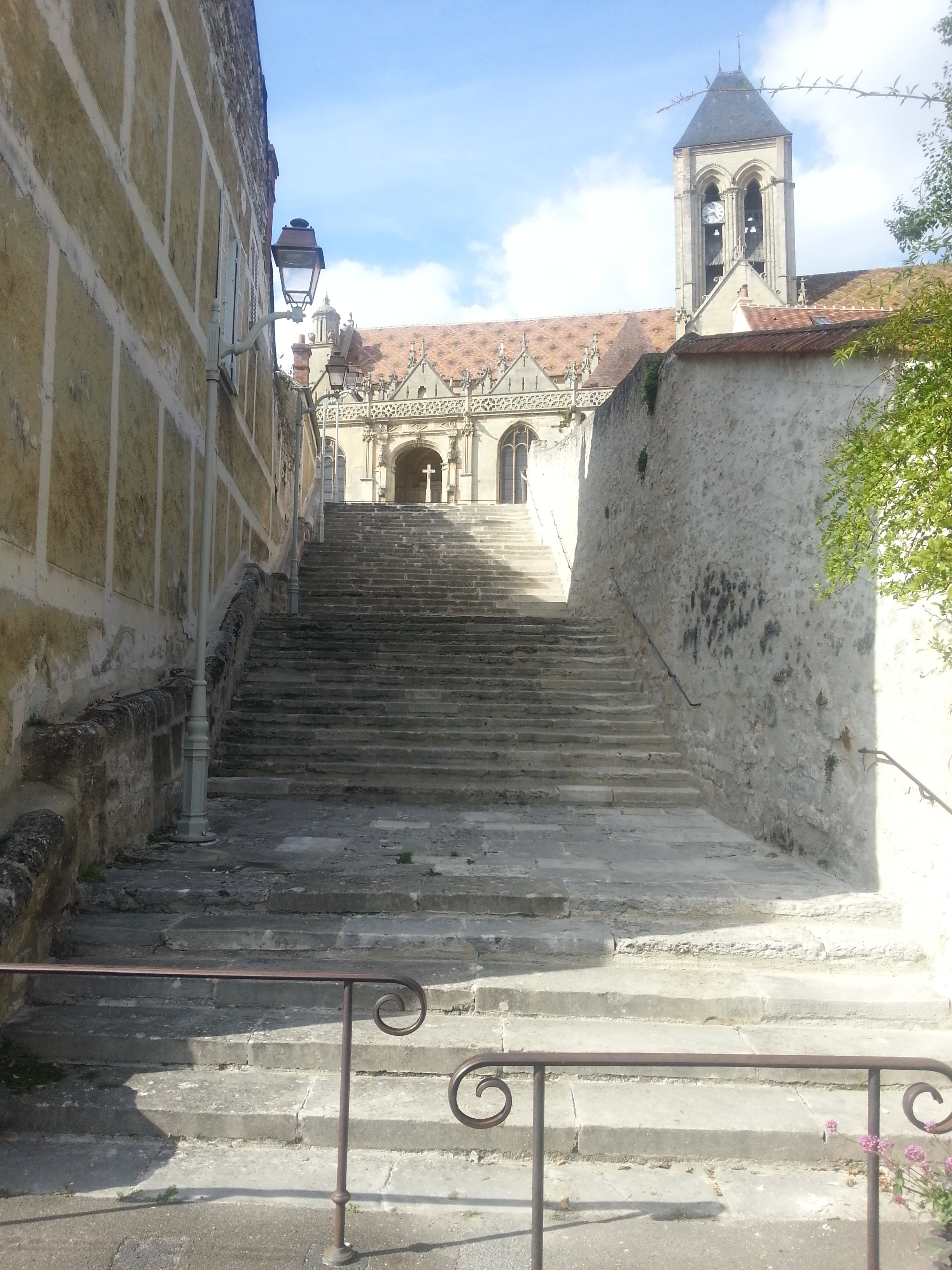
L'escalier d'accès à l'église.
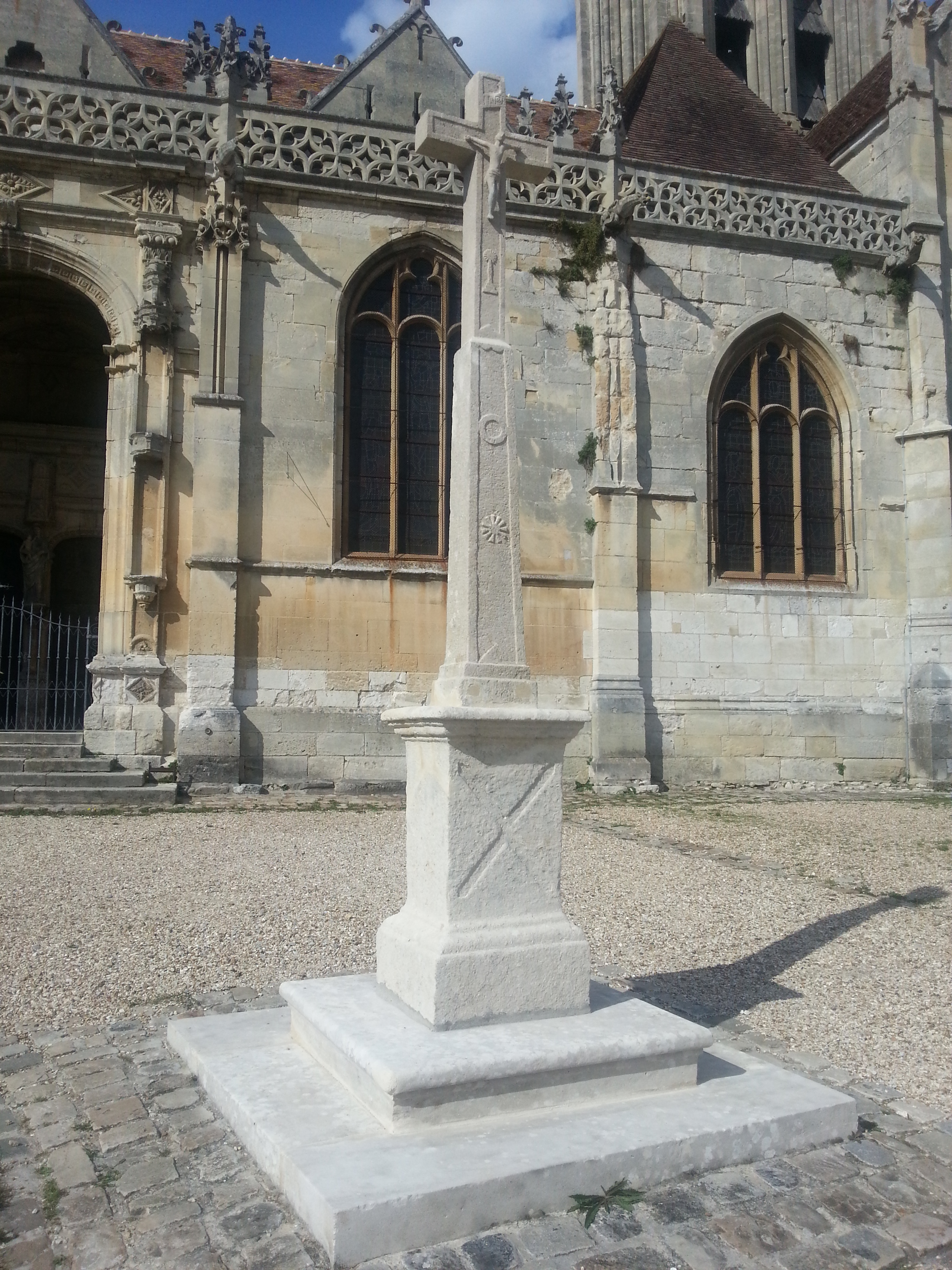
Croix devant l'église.

On peut également signaler : 
- Croix pattée dite croix de l'Aumône, devant le mur du cimetière[31].
- Maison de Claude Monet, rue Claude-Monet : la propriétaire de cette petite maison à la façade ocre était Mme Elliot[31]. Le peintre loua la maison à partir de 1878 à 1881 et en fut expulsé pour ne pas s'être acquitté du loyer.
- Château de Vétheuil : à l'époque féodale, Charles le Chauve avait obligé les seigneurs locaux à réparer les anciens châteaux forts et à en construire de nouveaux pour s'opposer aux ravages des Normands et défendre les bords de Seine. Vétheuil eut donc aussi son château fort comme nombre de cités. Il en est fait mention dans des actes datant de 1067. Défendu par trois tours de 5 mètres de large et dont la hauteur était proportionnée, ce château a par la suite soutenu de longs sièges. Il fut détruit par Bertrand du Guesclin en 1364. Au XVIIIe siècle, alors que les tours n'existaient déjà plus, il était habité par la famille Morin de la Sablonnière, puis il passa en diverses mains jusqu'à celles de M. Séguin, marbrier de l'Empereur. En 1898, la générale Margueritte et ses fils Paul et Victor, écrivains de renom, l'acquirent[réf. nécessaire]. Les souterrains sont les seuls vestiges du château fort (non accessibles). Des chambres d'hôtes y sont aménagées[32]

- Lavoir municipal, rue du Moutier - impasse du Lavoir : le bassin se situe au bout de la courte impasse en herbe et est entouré par les murs de propriétés privées de trois côtés. De part et d'autre du bassin, les emplacements des lavandières sont pavés et protégés par des toits en appentis, dont les charpentes prennent appui sur quatre poutres aux quatre extrémités du bassin. Le lavoir a été restauré en 1964.
- Les anciennes serres construite en 1937, surplombant les coteaux de Seine[33].

- Passage du sentier de grande randonnée GR 2 et de sentiers de randonnée

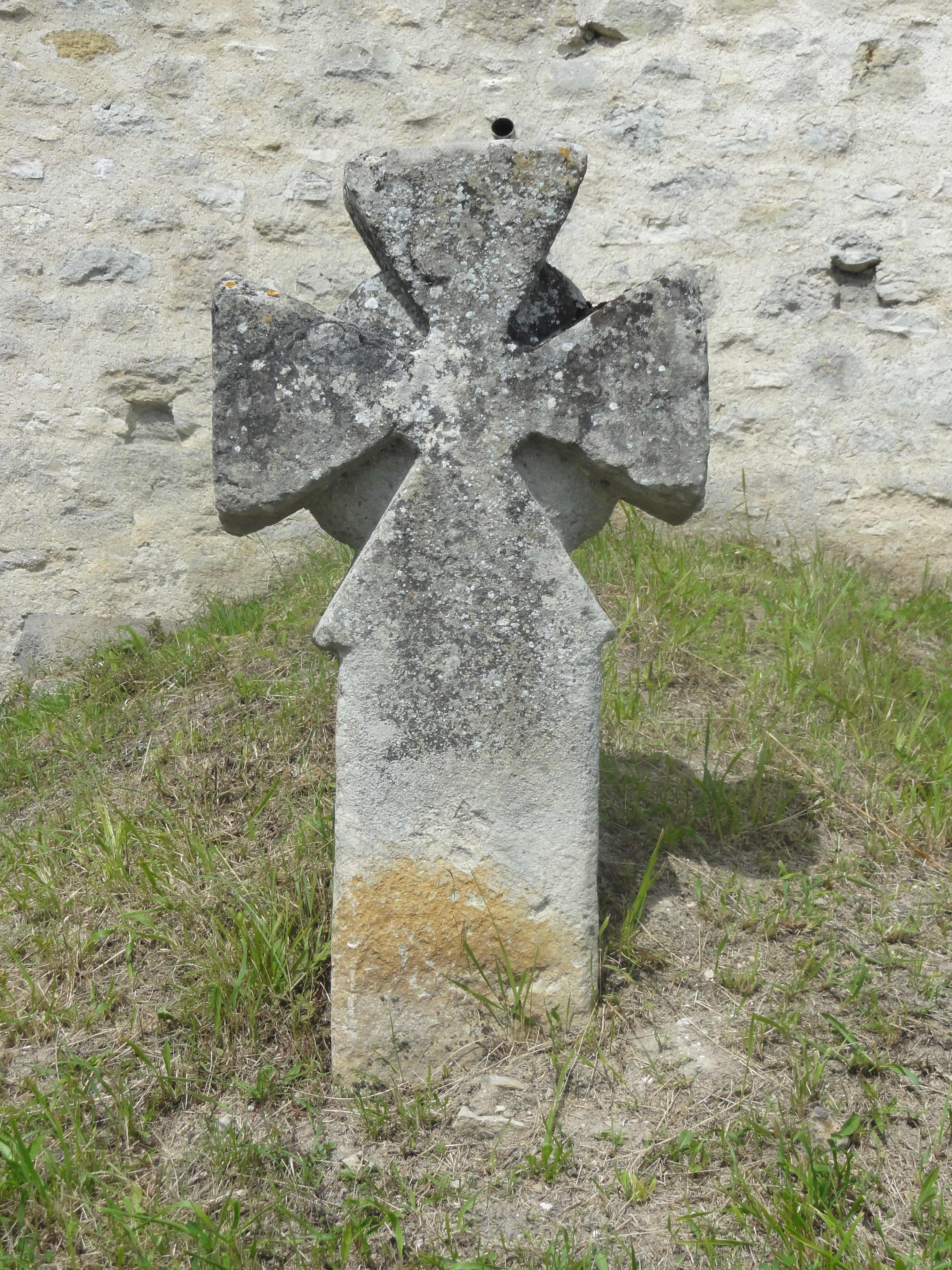
Croix de l'Aumône.
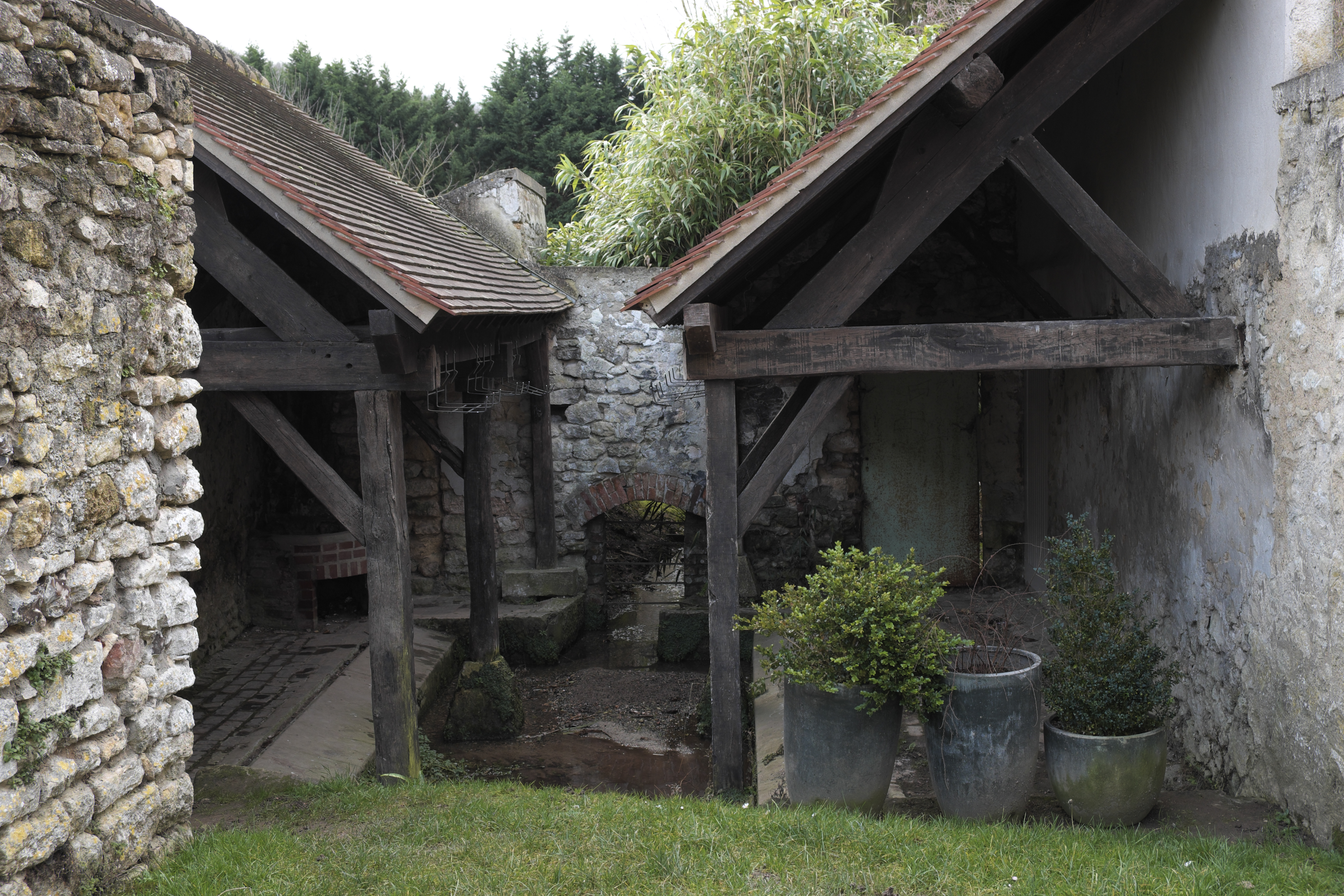
Le lavoir de 1838, rebâti en 1858, au bout de l'impasse du Lavoir..
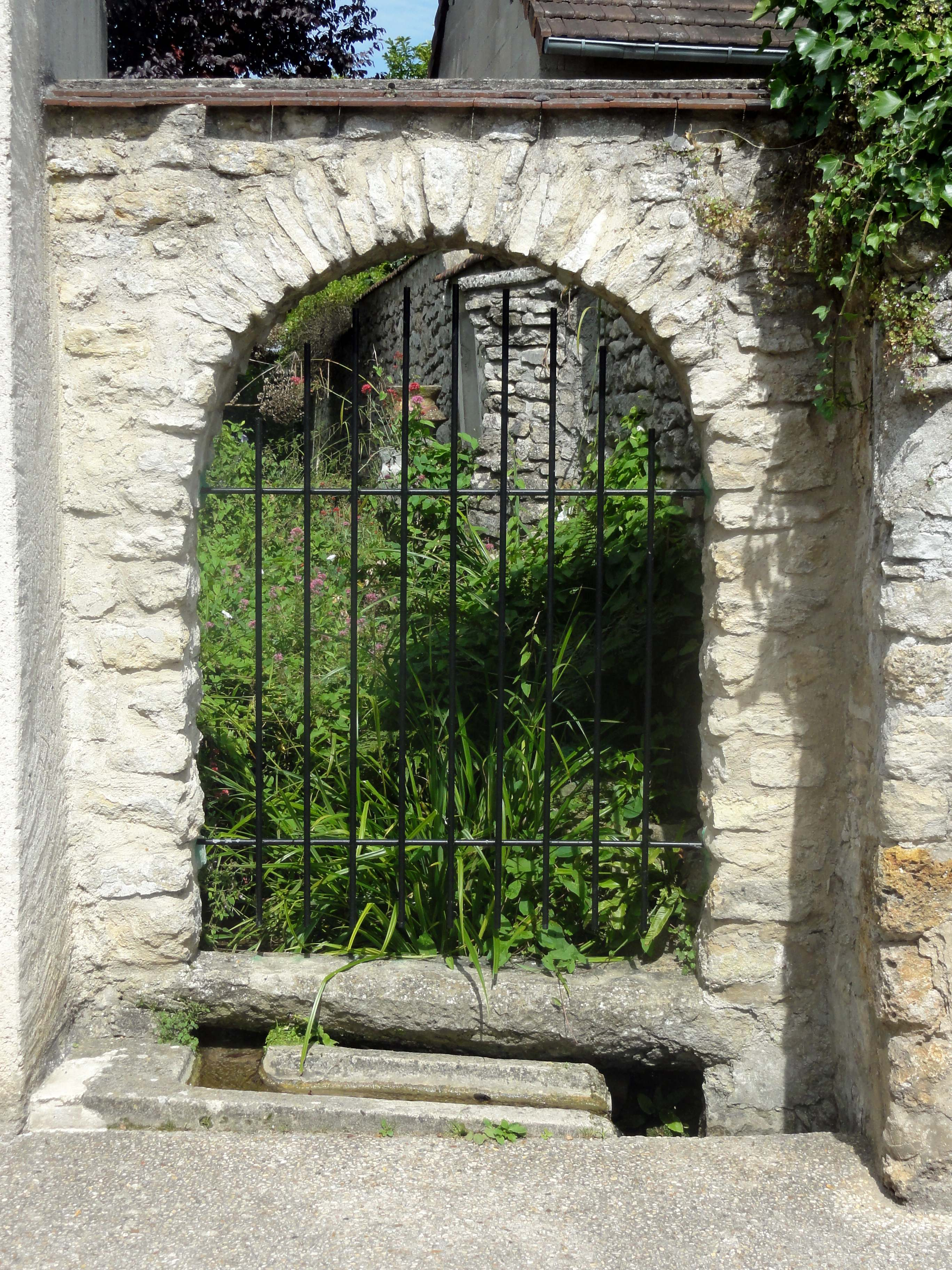
Grille du lavoir
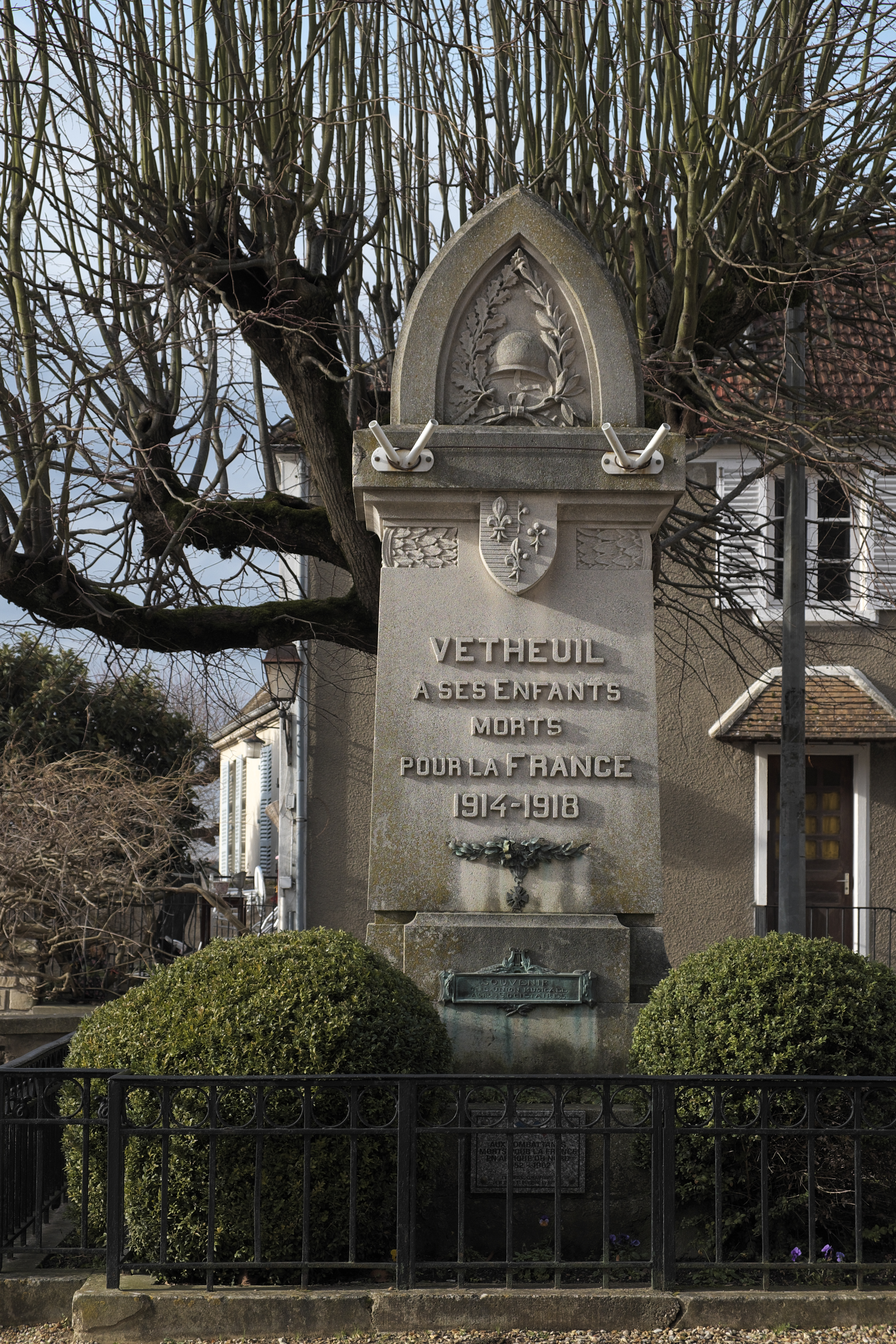
Monument aux morts.

### Patrimoine naturel

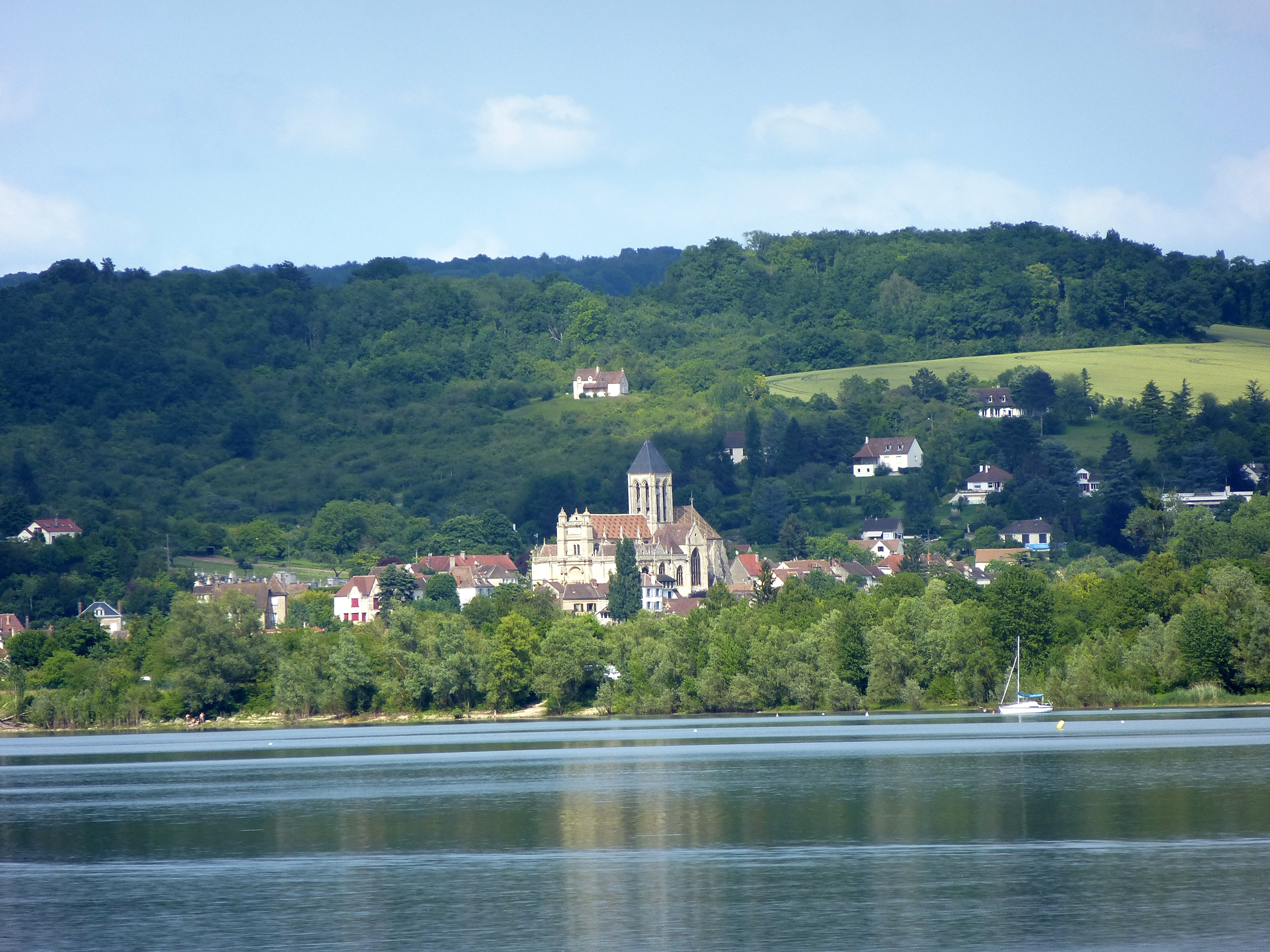
Le site de Vétheuil vu du sud-ouest. Au premier plan, le plan d'eau de la base de plein air des Boucles de Seine.

Le territoire de la commune est en partie classé en zone naturelle d'intérêt paysager, en ZNIEFF (zone naturelle d'intérêt écologique, faunistique et floristique), en ZICO (zone d'intérêt communautaire pour les oiseaux) et également en site Natura 2000. La richesse du site réside dans la diversité de ses paysages: la vallée de la Seine, les falaises crayeuses, les coteaux boisés et le massif forestier du Chesnay.
Les « coteaux de la Seine de Tripleval à Vétheuil », représentant au total environ 268 hectares, inclus dans le site Natura 2000 des « Coteaux et Boucles de la Seine » (code FR1100797, s'étendent en partie dans la commune de Vétheuil. Il s'agit de coteaux calcaires exposés au sud dans la concavité d'un méandre de la Seine sur lesquelles on trouve une flore thermophile d'affinité méditerranéenne et une végétation d'éboulis calcaires.
Parmi les espèces animales présentes figure Callimorpha quadripunctata, l'écaille chinée, papillon qui est inscrit parmi les espèces d'intérêt communautaire dans l'annexe II de la directive habitats.

### Personnalités liées à la commune

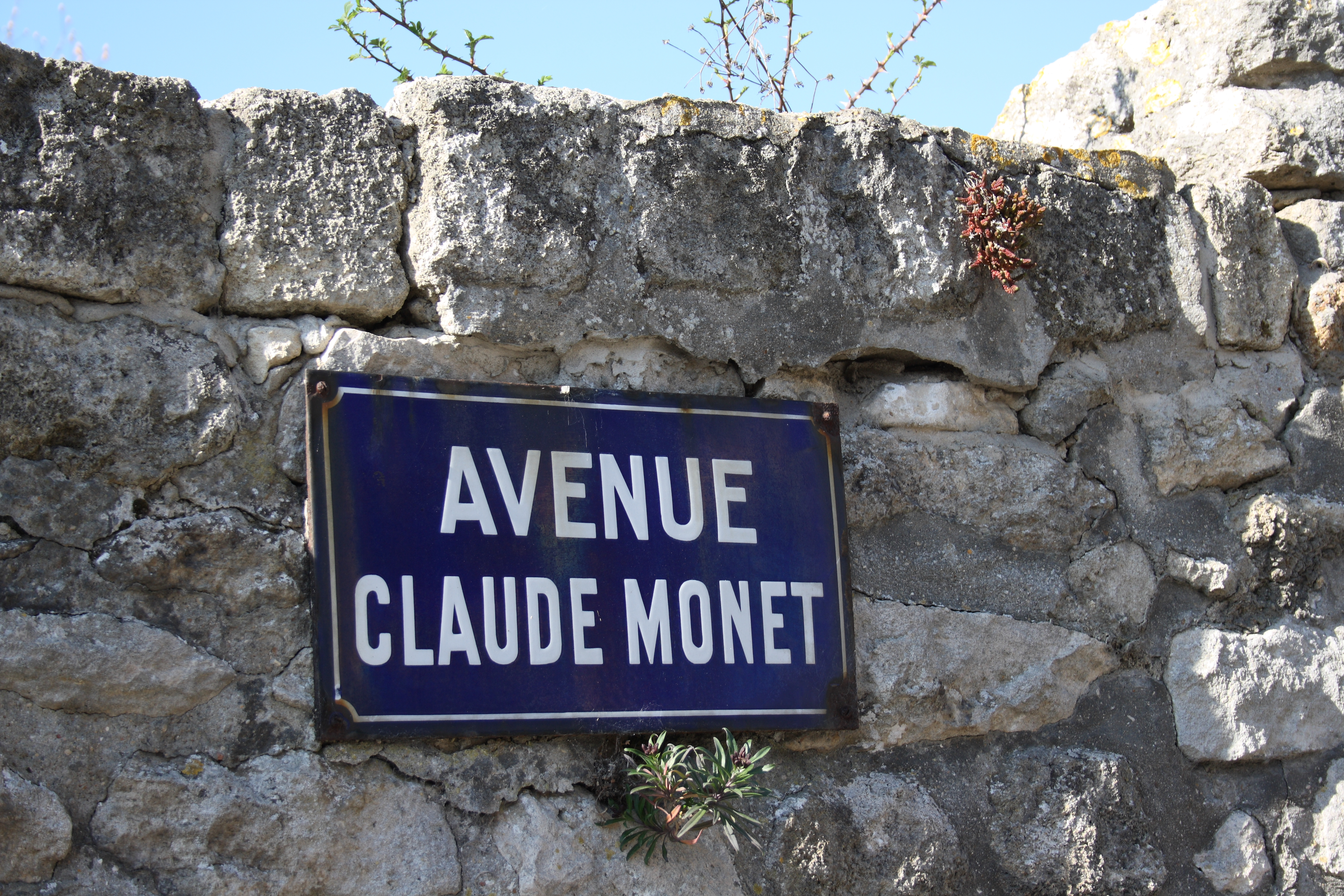
L'avenue Claude-Monet, relie Haute-Isle à Vétheuil.

- Le village fut la résidence du peintre impressionniste Claude Monet qui y vécut et y travailla de 1878 à 1881. Il y peignit environ 150 tableaux. Son modèle puis épouse, Camille Doncieux[35] (1847-1879), morte le 5 septembre 1879 à l'âge de 32 ans, est inhumée au cimetière du village.
- Abel Lauvray (1870-1950), peintre impressionniste ami et élève de Claude Monet, résida fréquemment dans la demeure familiale à Vétheuil dès son plus jeune âge pour s'y installer de manière plus durable à plusieurs reprises durant sa vie et de façon permanente à partir de 1945. Il réalise plusieurs centaines de tableaux à Vétheuil et dans ses environs, parcourant fréquemment la Seine depuis le bateau-atelier que Monet lui avait cédé au début du siècle[36].
- Victor Margueritte (1866-1942), romancier y résida avec son frère Paul (1860-1918) au château dont ils étaient propriétaires.
- Joan Mitchell (1925-1992), artiste-peintre américaine y acquiert une maison et y vit de 1968  à sa mort[37],[38].
- L'écrivain espagnol Julián Ríos (1941-) y vit[39].
- Michel Guérard (1933-2024), chef cuisinier français y est né.

Vétheuil dans les arts
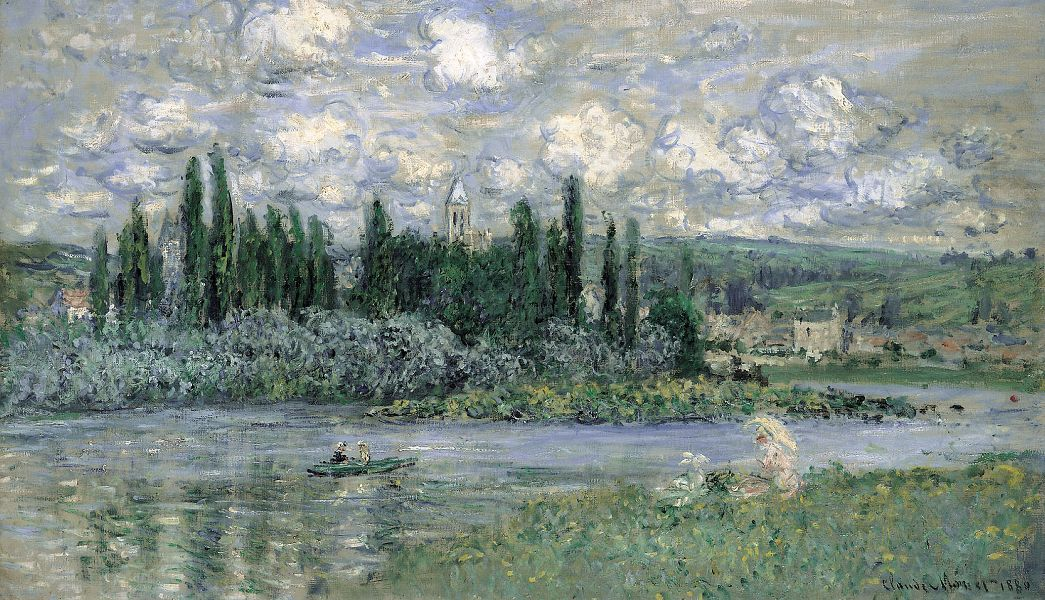
Vétheuil-sur-Seine -  Claude Monet, 1880.
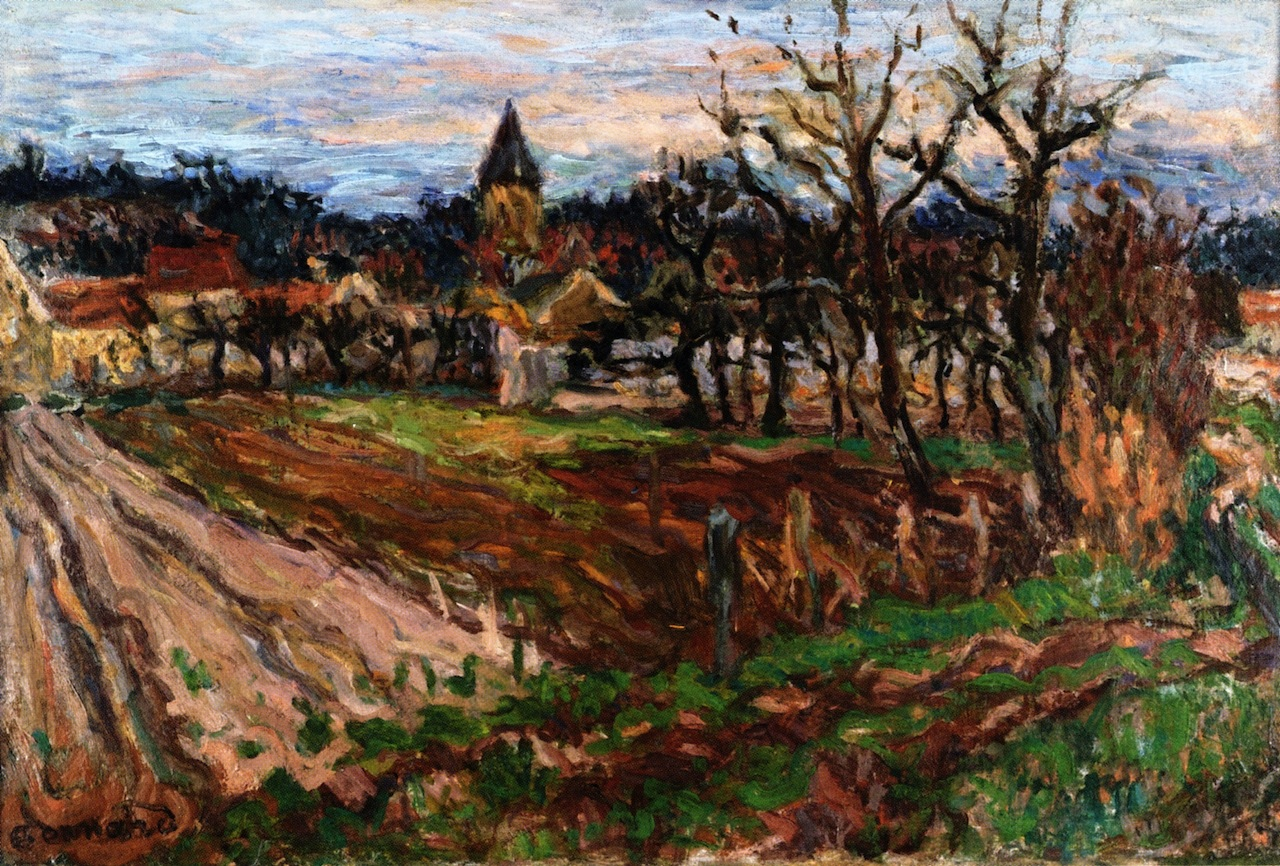
Vétheuil - Pierre Bonnard
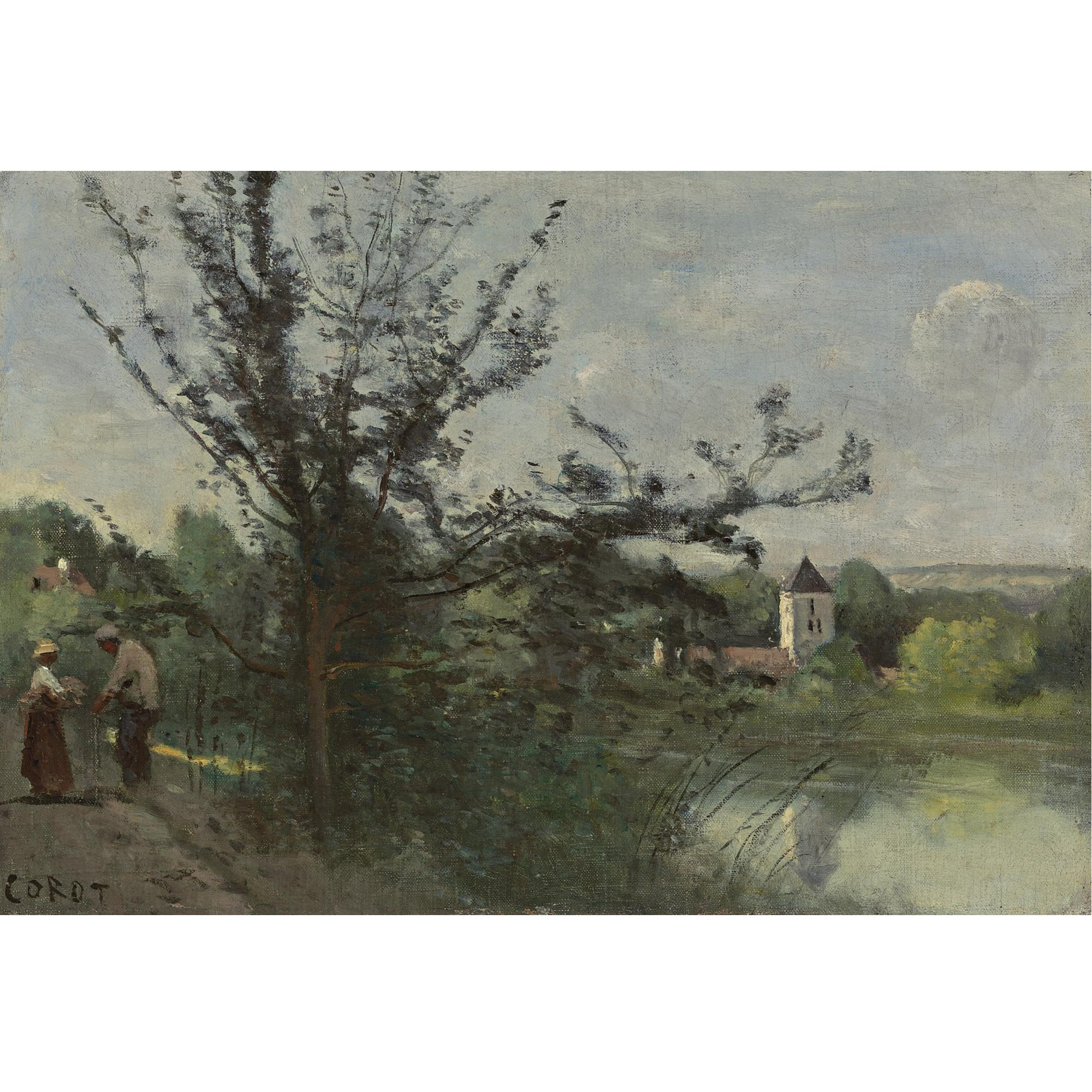
Vétheuil - Bords de Seine - Jean-Baptiste Corot
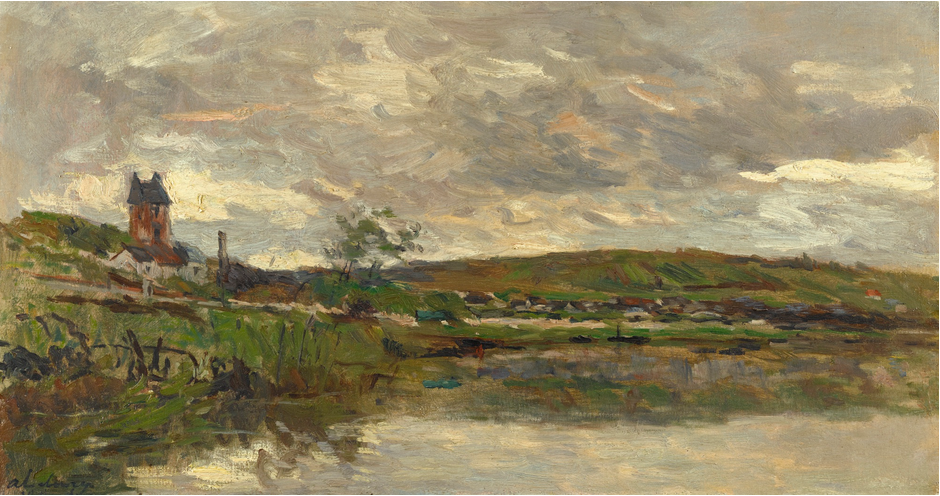
Les Bords de la Seine à Vétheuil, temps couvert Albert Lebourg, vers 1883 Collection privée, Vente 2018

### Héraldique
| Blason de Vétheuil | Blason  | D'hermines à trois fleurs de lis au pied nourri de gueules. |
| Blason de Vétheuil | Détails | Le statut officiel du blason reste à déterminer.            |